# ATP Buenos Aires novembre 1977
L'ATP Buenos Aires del novembre 1977 è stato un torneo di tennis giocato sulla terra rossa. È stata la 49ª edizione del torneo, che fa parte del Colgate-Palmolive Grand Prix 1977.Si è giocato a Buenos Aires in Argentina dal 21 al 27 novembre 1977.

## Campioni

### Singolare maschile
Guillermo Vilas ha battuto in finale  Jaime Fillol con il punteggio di 6–2, 7–5, 3–6, 6–3

### Doppio maschile
Ion Țiriac /  Guillermo Vilas hanno battuto in finale  Ricardo Cano /  Antonio Munoz con il punteggio di 6–4, 6–0